# Puchar Australii i Nowej Zelandii w narciarstwie alpejskim kobiet 2019
Puchar Australii i Nowej Zelandii w narciarstwie alpejskim kobiet w sezonie 2019 – zawody rozgrywane pod patronatem Międzynarodowej Federacji Narciarskiej (FIS) w lecie 2019 roku. Pierwsze zawody tej edycji odbyły się 22 sierpnia w australijskim Mount Hotham. Ostatnie zawody obecnej cyklu zostały rozegrane 4 września 2019 roku w nowozelandzkiej Cardronie.
Triumfu w klasyfikacji generalnej z poprzedniego sezonu broniła Nowozelandka Alice Robinson.

## Podium zawodów
| Lp. | Data             | Miejscowość  | Konkurencja | 1. Miejsce       | 2. Miejsce       | 3. Miejsce               |
| --- | ---------------- | ------------ | ----------- | ---------------- | ---------------- | ------------------------ |
| 1.  | 22 sierpnia 2019 | Mount Hotham | Slalom      | Piera Hudson     | Josephine Forni  | Nicola Rountree-Williams |
| 2.  | 22 sierpnia 2019 | Mount Hotham | Slalom      | Josephine Forni  | Piera Hudson     | Vanessa Kasper           |
| 3.  | 23 sierpnia 2019 | Mount Hotham | Gigant      | Storm Klomhaus   | Vanessa Kasper   | Piera Hudson             |
| 4.  | 27 sierpnia 2019 | Coronet Peak | Supergigant | Alice Robinson   | Olivia Foster    | Carole Bissig            |
| 5.  | 27 sierpnia 2019 | Coronet Peak | Supergigant | Alice Robinson   | Alexandra Tilley | Barbara Kantorová        |
| 6.  | 30 sierpnia 2019 | Coronet Peak | Gigant      | Storm Klomhaus   | Alice Robinson   | Maryna Gąsienica-Daniel  |
| 7.  | 31 sierpnia 2019 | Coronet Peak | Gigant      | Chiara Mair      | Storm Klomhaus   | Piera Hudson             |
| 8.  | 1 września 2019  | Coronet Peak | Slalom      | Alexandra Tilley | Storm Klomhaus   | Carole Bissig            |
| 9.  | 2 września 2019  | Coronet Peak | Slalom      | Alexandra Tilley | Josephine Forni  | Carole Bissig            |
| 10. | 4 września 2019  | Cardrona     | Gigant      | Piera Hudson     | Vanessa Kasper   | Alexandra Tilley         |

## Klasyfikacje
| Lp. | Zawodniczka      | Punkty |
| --- | ---------------- | ------ |
| 1.  | Storm Klomhaus   | 410    |
| 2.  | Piera Hudson     | 400    |
| 3.  | Alexandra Tilley | 340    |
| 4.  | Vanessa Kasper   | 315    |
| 5.  | Alice Robinson   | 280    |
| 6.  | Olivia Foster    | 261    |
| 7.  | Josephine Forni  | 260    |
| 8.  | Carole Bissig    | 254    |
| 9.  | Victoria Palla   | 239    |
| 10. | Eliza Grigg      | 176    |

| Lp. | Zawodniczka       | Punkty |
| --- | ----------------- | ------ |
| 1.  | Alice Robinson    | 200    |
| 2.  | Olivia Foster     | 120    |
| 3.  | Carole Bissig     | 105    |
| 4.  | Cara Brown        | 90     |
| 5.  | Alexandra Tilley  | 80     |
| 6.  | Eliza Grigg       | 77     |
| 7.  | Sophie Foster     | 76     |
| 8.  | Barbara Kantorová | 60     |
| 9.  | Katie Stuart      | 36     |
| 10. | Honor Clissold    | 36     |

| Lp. | Zawodniczka             | Punkty |
| --- | ----------------------- | ------ |
| 1.  | Storm Klomhaus          | 280    |
| 2.  | Piera Hudson            | 220    |
| 3.  | Vanessa Kasper          | 205    |
| 4.  | Chiara Mair             | 150    |
| 5.  | Victoria Palla          | 109    |
| 6.  | Eliza Grigg             | 99     |
| 7.  | Maryna Gąsienica-Daniel | 90     |
| 8.  | Rebecca Brown           | 90     |
| 9.  | Maharu Yokouchi         | 85     |
| 10. | Alice Robinson          | 80     |

| Lp. | Zawodniczka      | Punkty |
| --- | ---------------- | ------ |
| 1.  | Josephine Forni  | 260    |
| 2.  | Alexandra Tilley | 200    |
| 3.  | Piera Hudson     | 180    |
| 4.  | Storm Klomhaus   | 130    |
| 5.  | Victoria Palla   | 130    |
| 6.  | Carole Bissig    | 120    |
| 7.  | Vanessa Kasper   | 110    |
| 8.  | Zoe Michael      | 85     |
| 9.  | Gim Sohui        | 82     |
| 10. | Olivia Foster    | 69     |